# Discographie de Charles Trenet
Pour des articles plus généraux, voir Charles Trenet et Liste des chansons de Charles Trenet.
Cet article recense la discographie de Charles Trenet.

## Discographie

### 78 tours et 45 tours

#### Années 1930
Disques 78 tours
- 1937 - Columbia DF 2270 : Je chante / Fleur bleue
- 1938 - Columbia DF 2313 : En quittant une ville... j'entends / Pigeon vole
- 1938 - Columbia DF 2317 : J'ai ta main / Y'a d'la joie
- 1938 - Columbia DF 2363 : Le grand café / La Polka du roi
- 1938 - Columbia DF 2428 : J'ai connu de vous / Vous oubliez votre cheval
- 1938 - Columbia DF 2471 : Boum ! ... / Vous êtes jolie
- 1938 - Columbia DF 2472 : Il pleut dans ma chambre / La route enchantée
- 1938 - Columbia DF 2492 : Ah dis, ah dis, ah bonjour / La vie qui va
- 1939 - Columbia DF 2554 : Les enfants s'ennuient le dimanche / Quand j'étais p'tit... je vous aimais
- 1939 - Columbia DF 2572 : Annie-Anna / Biguine à Bango
- 1939 - Columbia DF 2600 : Ménilmontant / Tout me sourit
- 1939 - Columbia DF 2614 : Les oiseaux de Paris / La vieille
- 1939 - Columbia DF 2667 : Hop ! Hop ! / Le Soleil et la Lune
- 1939 - Columbia DF 2668 : Jardin du mois de mai / Mam'zelle Clio

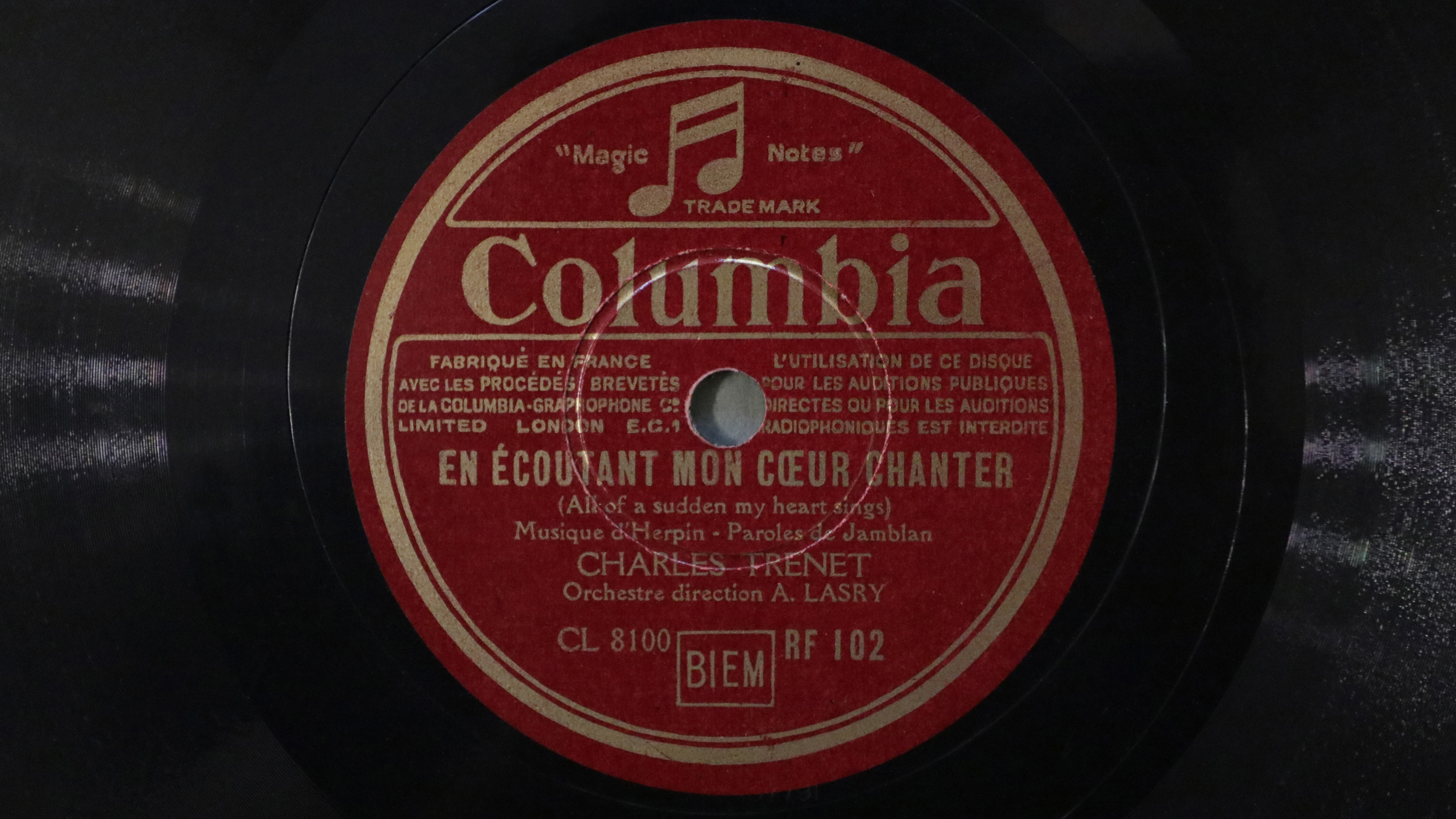
Charles Trenet. En écoutant mon cœur chanter (78 tours Columbia)

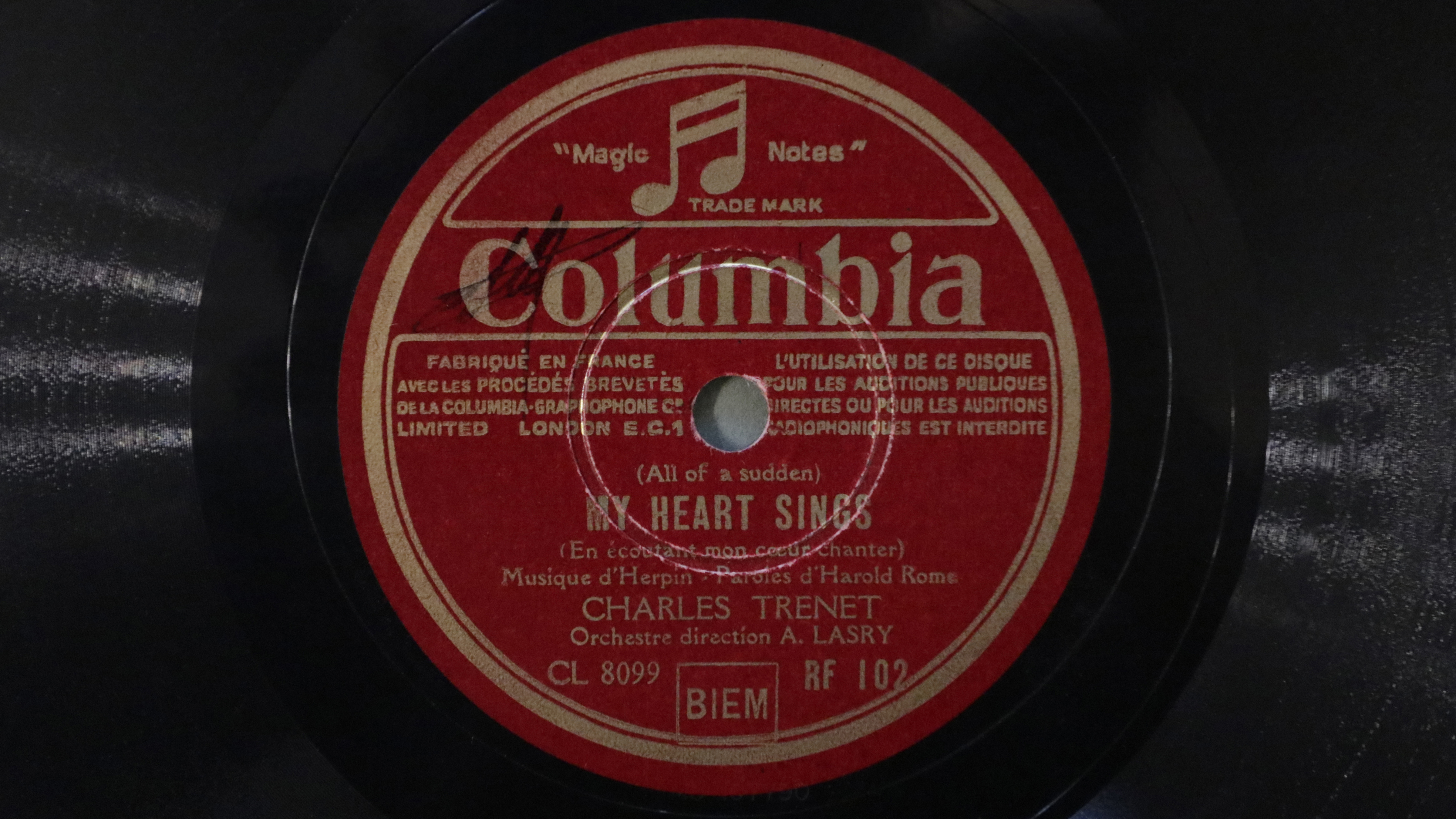
Charles Trenet. My heart sings (78 tours Columbia)

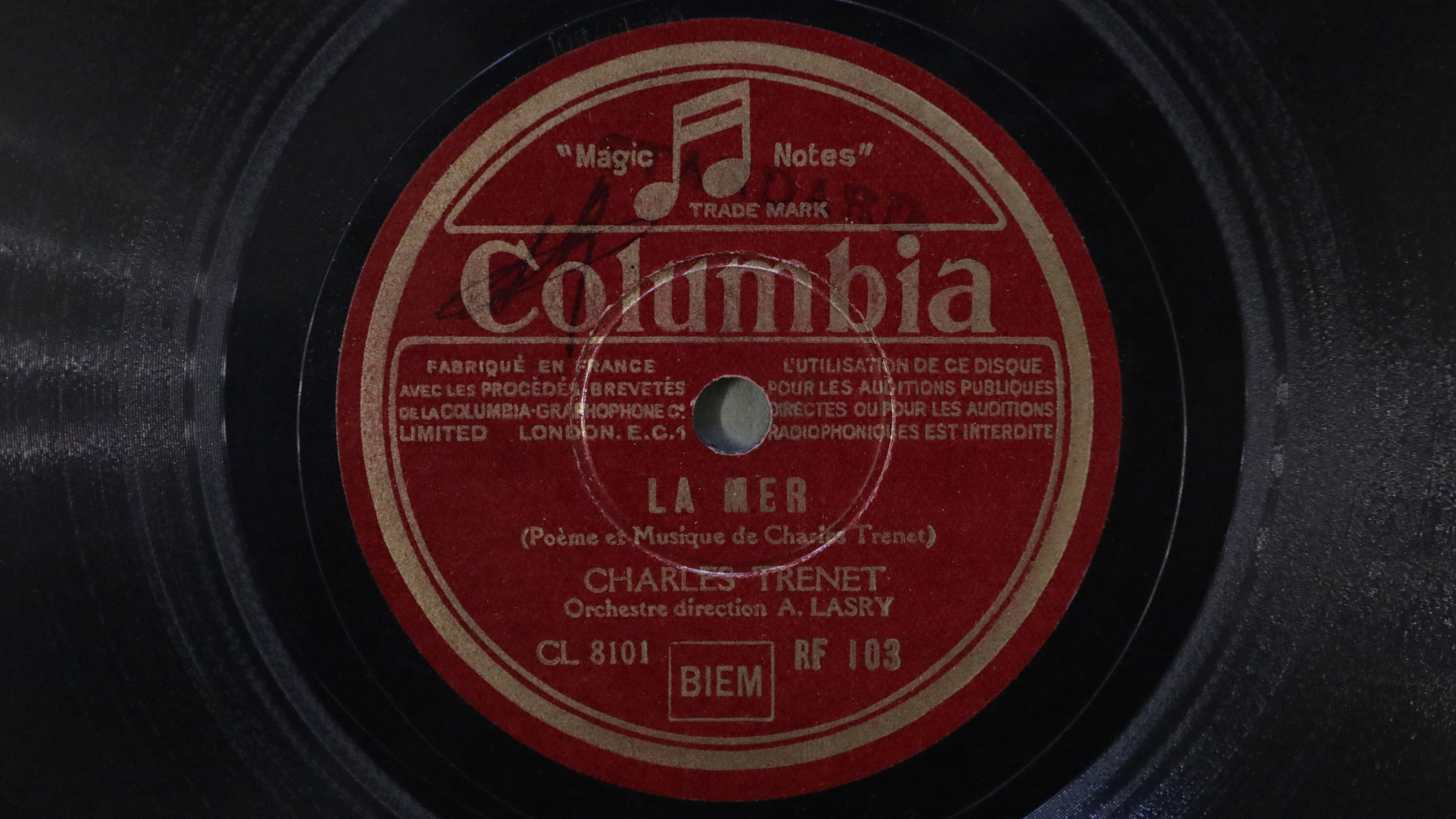
Charles Trenet. La mer (78 tours Columbia)

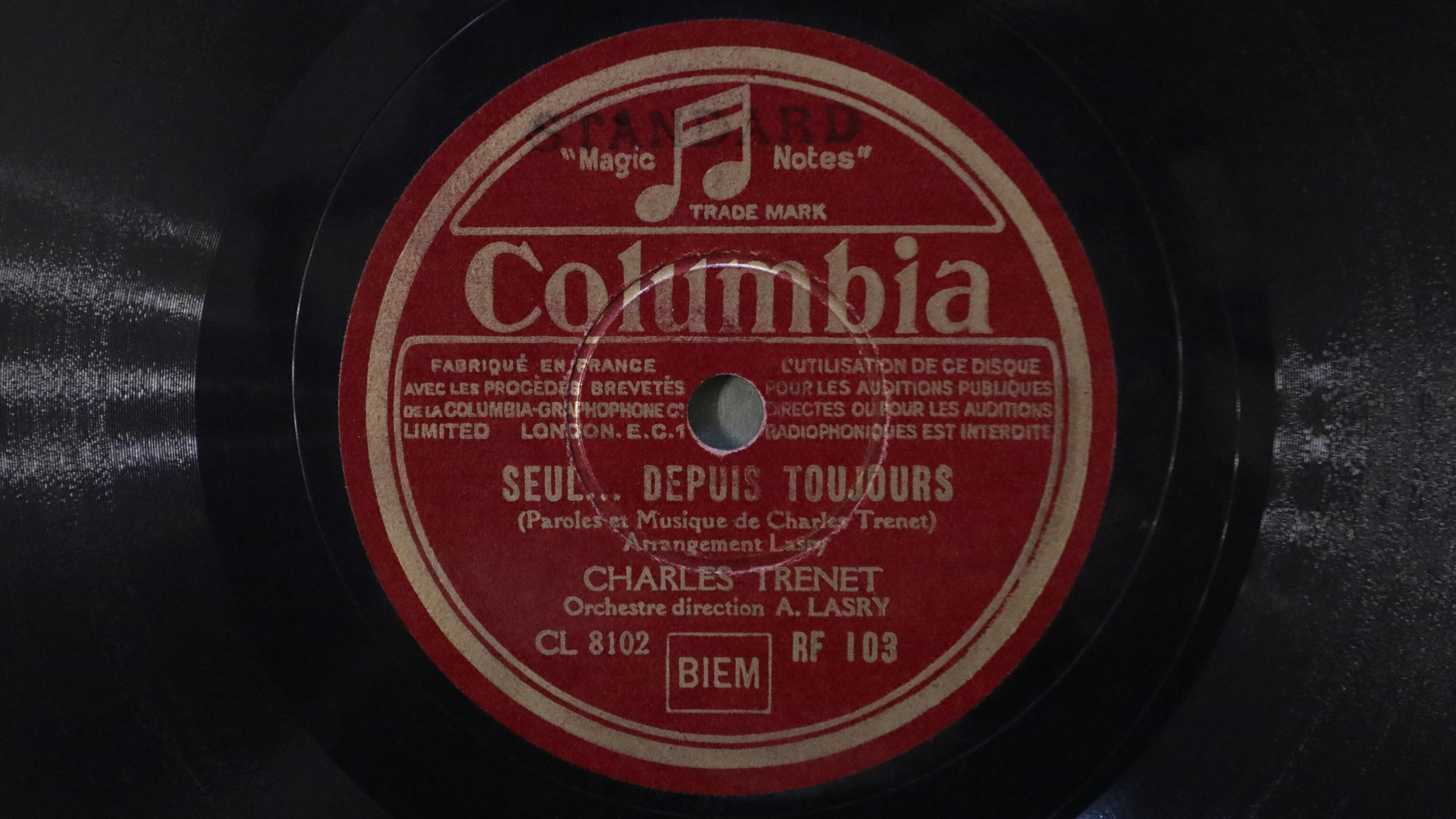
Charles Trenet. Seul... depuis toujours (78 tours Columbia)

#### Années 1940
Disques 78 tours
- 1940 - Columbia DC 334           : Boom ! / Your hand in my hand
- 1940 - Columbia DF 2708          : Pic, pic, pic / Près de toi... mon amour
- 1941 - Columbia DF 2800          : Terre / Verlaine
- 1941 - Columbia DF 2802          : Chanson du joli feu de bois / Papa pique et maman coud
- 1941 - Columbia DF 2837          : Espoir / Tout ça c'est pour nous
- 1941 - Columbia DF 2738          : Bonsoir jolie madame / Swing troubadour
- 1941 - Columbia DF 2739          : La romance de Paris / Un rien me fait chanter
- 1942 - Rythme C 5040 (Belgique)  : Ma rivière / Papa peint dans les bois
- 1942 - Rythme C 5041 (Belgique)  : Si tu vas à Paris / Souvenirs
- 1942 - Rythme C 5042 (Belgique)  : L'héritage infernal / Poule zazou
- 1942 - Rythme C 5058 (Belgique)  : Débit de l'eau, débit de lait / Rayons de soleil
- 1942 - Columbia DF 2886          : La cigale et la fourmi / Le temps des cerises
- 1942 - Columbia DF 2901          : Devant la mer / Sur le fil
- 1942 - Columbia DF 2921          : C'est bon / Frédérica
- 1942 - Columbia DF 2922          : Le bonheur ne passe qu'une fois / Le Soleil a des rayons de pluie
- 1943 - Columbia BF 61            : L'héritage infernal / Débit de l'eau, débit de lait
- 1943 - Columbia DF 3114          : Quand un facteur s'envole / Je n'y suis pour personne
- 1944 - Columbia DF 3116          : Que reste-t-il de nos amours ? / Si vous aimiez
- 1945 - Columbia DF 3126          : Ding ! dong ! / Liberté
- 1945 - Columbia DF 3128          : Au clair de la Lune ! / Imaginez
- 1945 - Columbia DF 3129          : Chacun son rêve ! / Un air qui vient de chez nous
- 1946 - Columbia DF 3048          : On danse à Paris
- 1946 - Columbia DF 3095          : En écoutant mon cœur chanter / My heart sings
- 1946 - Columbia DF 3096          : La mer / Seul... depuis toujours
- 1947 - Columbia DF 3151          : Retour à Paris / Le retour des saisons
- 1947 - Columbia DF 3168          : Douce France / N'y pensez pas trop
- 1947 - Columbia DF 3194          : Marie, Marie / Tombé du ciel
- 1947 - Columbia DF 3215          : Autour du monde / Le dernier troubadour
- 1948 - Columbia DF 3210          : Coquelicot / Eve
- 1948 - Columbia DF 3214          : De la fenêtre d'en-haut / Formidable
- 1948 - Columbia DF 3228          : Berceuse / France Dimanche
- 1948 - Columbia DF 3234          : Cœur de palmier / Grand' maman, c'est New York

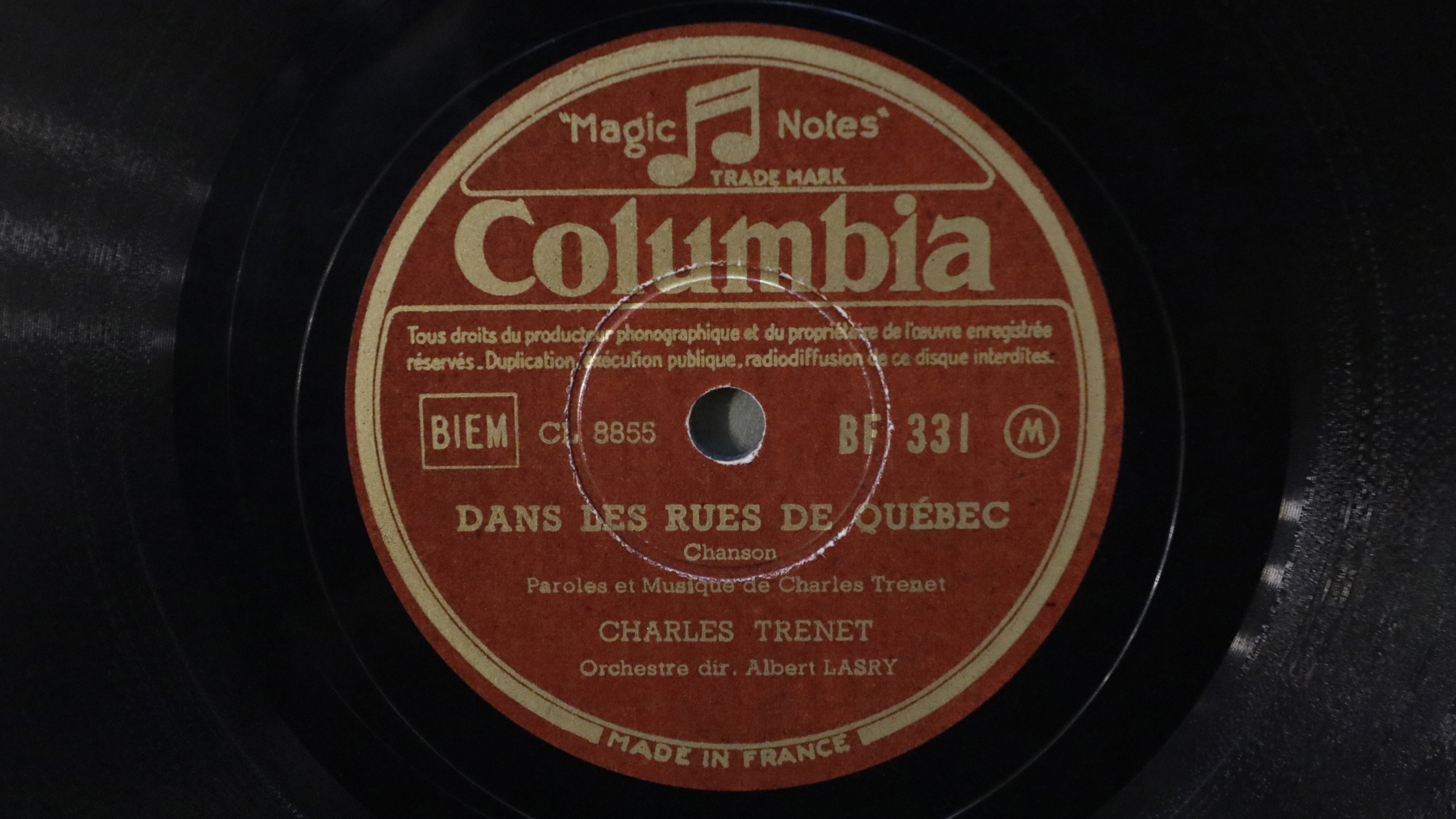
Charles Trenet. Dans les rues de Québec (78 tours Columbia)

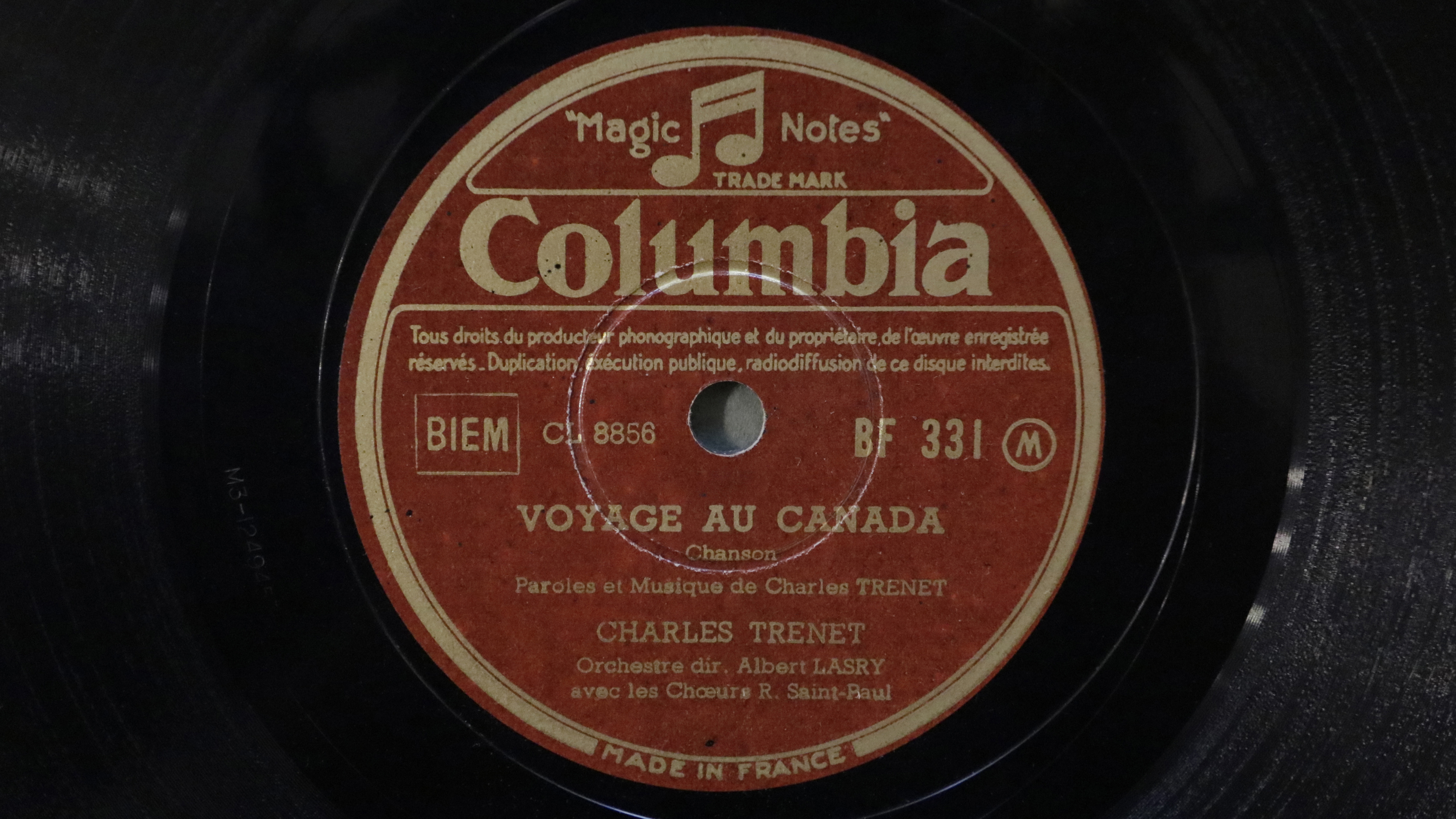
Charles Trenet. Voyage au Canada (78 tours Columbia)

#### Années 1950
Disques 78 tours
- 1950 - Columbia BF 318           : Mes jeunes années / Ohé ! Paris
- 1950 - Columbia BF 320           : Quand descend le soir / Le bon roi Dagobert
- 1950 - Columbia BF 331           : Dans les rues de Québec / Voyage au Canada
- 1951 - Columbia BF 349           : L'âme des poètes / Où irons-nous dimanche prochain ?
- 1951 - Columbia BF 350           : La chanson de l'ours / Raphaël
- 1951 - Columbia BF 360           : Ma maison / Mon vieux ciné
- 1951 - Columbia BF 387           : Les bœufs / Sainte-Catherine
- 1951 - Columbia BF 405           : Histoire d'un monsieur / Mon amour est parti pour longtemps
- 1951 - Columbia BF 414           : La cité de Carcassonne / Le serpent python
- 1951 - Columbia BF 418           : Dans les pharmacies / La marche des jeunes
- 1951 - Columbia BF 428           : Miss Emily / Votre visage
- 1951 - Columbia BF 437           : La folle complainte / L'oiseau de paradis
- 1952 - Columbia BF 458           : Pavane des patronages / Une noix
- 1952 - Columbia BF 463           : Le cœur de Paris / Simple et tendre
- 1952 - Columbia BF 467           : En ce temps-là / En Seine-et-Oise
- 1952 - Columbia BF 510           : Printemps à Rio / Valse des amours passées
- 1952 - Columbia BF 514           : Je marche au bord de l'eau / La jolie sardane
- 1953 - Columbia BF 544           : Bouquet de joie / Où va-tu chaque nuit ?
- 1953 - Columbia BF 555           : Font-Romeu / Madame la pluie
- 1953 - Columbia BF 591           : Chanson pour Noël / Les Olivettes
- 1953 - Columbia BF 598           : En avril à Paris / Quand un bateau blanc
- 1954 - Columbia BF 622           : Coin de rue / Paule sur mes épaules
- 1954 - Columbia BF 664           : Source bleue / Vous qui passez sans me voir
- 1954 - Columbia BF 683           : Marie-Thérèse / Fermier Isidore

Disques 45 tours
- 1954 : EP Columbia ERFS 1006 : Charles Trenet et Annie Cordy : Chanson pour Noël / Les olivettes / Fleur de papillon (interprété par A. Cordy) / Quand le bâtiment va (interprété par A. Cordy)
- 1955 : EP Columbia ERFS 1031 : Moi, j'aime le music-hall / Fermier Isidore / La java du diable / Marie-Thérèse
- 1956 : EP Columbia ERFS 1058 : La mer / La romance de Paris / L'âme des poètes / La jolie sardane
- 1956 : EP Columbia ERFS 1060 : Je chante / Y'a d'la joie / Boum !… / Fleur bleue
- 1956 : EP Columbia SCRF 193 : La petite musique / En attendant ma belle
- 1956 : EP Columbia ERFS 1078 : Chansons Claires 1re série : Lorelei / La java du diable / Ma philosophie / Où sont-ils donc ?
- 1956 : EP Columbia ERFS 1079 : Chansons Claires 2e série : Route nationale 7 / En attendant ma belle / À la porte du garage / J'ai mordu dans le fruit
- 1956 : EP Columbia ERFS 1093 : La maison du poète / Le Noël des enfants noirs / C'était… C'était… C'était… / Gala poté
- 1957 : EP Columbia ERFS 1113 : À ciel ouvert / Gangsters et documentaires / Le jardin extraordinaire / Les filles de chez nous
- 1958 : EP Columbia ERFS 1186 : Tu n'as plus de cœur / Mon vieil Atlantique / En tournée / Pauvre Georges André
- 1959 : EP Columbia ERFS 1228 : Chansons d'aujourd'hui : Cloches, sonnez ! / Nuit d’hiver / Giovanni / Les relations mondaines
- 1959 : EP Columbia ERFS 1239 : Le piano de la plage / La vie est une aventure / Les trois roses / Quelque part… deux amants
- 1959 : EP Columbia ERFS 1254 : Les petits regrets / Obéis au Bey ! / Rien ne peut changer ma joie / Je fais la course avec le train
- 1959 : EP Columbia ERFS 1255 : La bonne planète / Sacré farceur / Le jongleur / Par la porte entr'ouverte
- 1959 : EP Columbia - Pathé-Marconi ERFS 1260 : Ces chansons ont toujours vingt ans : Bonsoir, jolie madame / En quittant une ville, j'entends / Le soleil et la lune / La route enchantée

#### Les années 1960
- 1960 : EP Columbia ERFS 1277 : Qu’est devenue la Madelon ? / Barcelone / Dis-moi quel est ton nom… / Les soldats
- 1960 : EP Columbia ERFS 1304 :  L’héritage infernal / La romance de Paris / Le soleil a des rayons de pluie / C’est bon
- 1961 : EP Columbia ERFS 1306 : Les voix du ciel / Orphée / Narbonne, mon amie / La plus belle nuit
- 1961 : EP Columbia ERFS 1324 : Au fil du temps perdu / Le pauvre Antoine / Kangourou / La p'tit'Didi
- 1961 : EP Columbia ERFS 1346 : L'horrible tango / Jardin du mois de mai / Si loin de ton amour / Lundi au lit
- 1961 : EP France (par le Commissariat Général au Tourisme) Vacances en France - La France : Textes et poèmes dits par Simone Valère et Jean Desailly [N 1] de Louis Aragon, Charles Péguy, Maximilien de Robespierre / Douce France (Ch. Trenet) - Paris : Textes et poèmes de Jean Giraudoux, Guillaume Apollinaire, Francis Carco dits par Simone Valère et Jean Desailly / Revoir Paris (Ch. Trenet)
- 1962 : EP Columbia ERFS 1360 : Le grand partage / Jeunesse plumée / Adieu mes beaux rivages / Annie Anna
- 1962 : EP Columbia ERFS 1447 : Les vacances de Poly / Tout doux en péniche / Lettre à Poly (interprété par Jacqueline Boyer) / Cow-boy, mon ami (interprété par Jacqueline Boyer)
- 1963 : EP Columbia - Pathé-Marconi ERFS 1387 : Landru / La famille musicienne / Zéphyr / Mon village englouti
- 1964 : EP Columbia ERFS 1478 : Douce France / Que reste-t-il de nos amours ? / Ménilmontant / La vie qui va
- 1964 : EP Columbia ERFS 1548 : Le retour des saisons / Imaginez / Moi, j’aime le music-hall / Le jardin extraordinaire
- 1965 : EP Columbia ERFS 1560 : Ma pauvre chanson / Ah ! Quand l’amour / Si le cœur vous en dit / L’épicière (enreg. en 1964)
- 1965 : EP Barclay 70815 : À mi-chemin / Merci Paris / Il reviendra, ce grand amour / Chante le vent
- 1965 : EP Barclay 70856 : Soyez sages, les enfants / Quel plaisir d’avoir une maison / Thème du bus / Recherche dans Paris / Retour au pays
- 1966 : EP Barclay 70912 : La tarentelle de Caruso / La terre est une grosse boule / Rachel, dans ta maison / Le Chinois

#### Les années 1970
- 1970 : L'oiseau des vacances / Il y avait des arbres
- 1970 : SP CBS 5324 : Au bal de la nuit / Le revenant
- 1972 : SP CBS 1053 : Samedi soir usagé / Fons Godail
- 1972 : SP CBS 7957 : Joue-moi de l'électrophone / Prenez le temps de chanter
- 1972 : EMI - Columbia 2C006 - 11 894 M : Si le cœur vous en dit / Sérénade portugaise
- 1973 : SP CBS 1491 : Ma rivière / Le truc du pognon
- 1974 : SP CBS 2347 : À l'île Maurice / Le mécène
- 1975 : SP CBS 3157 : La dame au piano / Les oiseaux me donnent envie de chanter
- 1976 : SP Pathé C 010 - 14297 : BOF L'Argent de poche (de François Truffaut)
- 1979 : SP Columbia-Emi Charles Trenet chante Noël : La plus belle nuit / Chanson pour Noël

#### Les années 1980
- 1981 : SP CBS A 1250 : Vrai ! Vrai ! Vrai ! / Le temps qui passe nous a volés
- 1982 : SP CBS A 1953 BO série télé : Sans famille / Les vrais parents, la vraie famille
- 1982 : SP CBS A 2387 : Le fantôme de la Tour Eiffel / L'homme au singe savant
- 1983 : SP CBS A 3441 : Moi, je vends du blues / Rodéo d’amour
- 1985 : SP CBS A 6337 : Les accordéons / Coucher de soleil à Cannes
- 1985 : SP CBS A 6767 : La chance aux chansons / Les pelouses sportives